# أدريان برونكر
أدريان برونكر (بالإنجليزية: Adrian Brunker)‏ هو لاعب دوري الرغبي أسترالي، ولد في 23 سبتمبر 1970.